# Franciszek Nowak (aptekarz)
Franciszek Edmund Nowak (ur. 2 maja 1857 w Siewierzu, zm. 3 czerwca 1935), farmaceuta polski, właściciel apteki w Częstochowie, działacz społeczny.
Urodził się w rodzinie (nieznanego z imienia) poczmistrza i kasjera miejskiego w Siewierzu. Był uczniem miejscowego gimnazjum, które ukończył w 1873. Odbywał praktykę aptekarską najpierw u Löwenhofa w Górze Kalwarii, potem w Bełchatowie, Szczercowie i Przasnyszu. Z powodzeniem zdał egzamin na pomocnika aptekarskiego i przez jakiś czas pracował w Końskich, następnie u Schmidta w jednej z aptek warszawskich. W tym okresie naukę kontynuował na Cesarskim Uniwersytecie Warszawskim i 14 czerwca 1880 uzyskał dyplom magistra farmacji. Jako prowizor aptekarski wyjechał na uzupełnienie wiedzy praktycznej do Petersburga. W ciągu sześciu lat zapoznawał się m.in. z zagadnieniem analizy leków u aptekarzy Jürgensa, Friedländera i Russowa oraz w miejscowej aptece homeopatycznej. 
W 1886 Nowak wydzierżawił aptekę w Olicie i wyposażył ją dodatkowo w laboratorium. W 1891 nabył aptekę w rodzinnym Siewierzu (wspólnie ze szwagrem Mechem), kilka lat potem w Radomsku. W 1901 zgłosił chęć pracy w Towarzystwie Lekarskim w Częstochowie, zainicjowanym przez Władysława Biegańskiego, ale do Częstochowy przeniósł się dopiero w 1904. Aptekę założył wspólnie z Feliksem Prüfferem (ojcem wybitnego zoologa Jana Prüffera) i prowadził ją na Starym Rynku w Częstochowie.
Był działaczem stowarzyszeń aptekarskich na ziemiach polskich i inicjatorem szeregu znaczących dla środowiska działań. W 1907 zakładał Koło Właścicieli Aptek Zagłębia Dąbrowskiego i miasta Częstochowy; stanął na jego czele jako prezes. Zasłużył się dla organizacji pozyskaniem lokalu oraz założeniem biblioteki, muzeum i pracowni analitycznej. W 1920 Koło przekształcone zostało w Polskie Powszechne Towarzystwo Farmaceutyczne Okręgu Częstochowskiego, a Nowak nadal stał na jego czele, do 1927, kiedy zrezygnował ze względu na wiek i stan zdrowia. Nadano mu wówczas prezesurę honorową. Wchodził w skład Rady Państwowej Aptekarskiej, zainicjował działalność Hurtowni Właścicieli Aptek w Częstochowie (1916). Był również założycielem Laboratorium Chemiczno -Farmaceutycznego przy aptece Stefana Szydłowskiego w Myszkowie.
Na Krajową Wystawę Przemysłowo-Rolniczą w Częstochowie w 1909 Nowak (razem ze Stefanem Szydłowskim) przygotował mapę wszystkich aptek Rosji wraz z określeniem przynależności narodowej aptekarzy, a także prezentował tablice na tematy Woski filtrowane i niefiltrowane i zafałszowania, Bryła krystalicznego siarczanu miedzi, Stare książki, naczynia, maszynki do opłatków, ważki do monet. W maju 1910 reprezentował Koło Właścicieli Aptek na kongresie Association Internationale Pharmaceutique w Petersburgu. Uczestniczył też w zjazdach innych organizacji: w maju 1912 na I Zjeździe Aptekarzy Królestwa Polskiego w Łodzi głosił odczyt Ogólne i zawodowe wykształcenie farmaceutów, w 1911 na XI Zjeździe Lekarzy i Przyrodników Polskich w Krakowie miał wystąpienie pod tytułem Uwagi dotyczące towarzystw i zjazdów aptekarskich, a na kolejnym spotkaniu tego grona – już po I wojnie światowej, w niepodległej Polsce – odczyt Glycyrhizyna w rhizoma polypodii. Poza wspomnianymi wystąpieniami Nowak ogłaszał też publikacje na łamach czasopism fachowych i w formie samodzielnych broszurek.  
W latach I wojny światowej, wspólnie z dr. Monikowskim, przy szpitalu żydowskim na Zawodziu prowadził plantację roślin leczniczych, pozyskując mak, melisę, walerianę, rumianek. Od 1915 należał do koła miłośników postępów wiedzy, zainicjowanego przez Władysława Biegańskiego. Udzielał się w szeregu innych organizacji społecznych, był m.in. członkiem zarządu Towarzystwa Biblioteki im. Biegańskiego (znany był jako propagator czytelnictwa), członkiem zarządu oddziału częstochowskiego Warszawskiego Towarzystwa Higienicznego (od 1906), rzecznikiem lokalnej problematyki oświatowej. 
Liczne zasługi farmaceuty znalazły uznanie społeczeństwa Częstochowy nie tylko w postaci honorowych tytułów, ale i uroczystego jubileuszu 50-lecia pracy zawodowej Nowaka, który przypadł na kwiecień 1924. Jubilata uczczono uroczystym posiedzeniem Koła Właścicieli Aptek w siedzibie Częstochowskiego Towarzystwa Lekarskiego, uroczystym posiedzeniem Rady Miejskiej, wreszcie bankietem w hotelu "Polonia".
Był żonaty z Karoliną z Paszkowskich (ok. 1861-1909), miał czworo dzieci, m.in. syna Bohdana (architekta) i córkę Zofię. Pozostałe córki kontynuowały tradycje rodzinne i pracowały jako farmaceutki: Anna (1903-1980, zamężna Hetper) oraz Aniela (I voto Kozankiewicz, II voto Stępkowska).
Zmarł 3 czerwca 1935 w Częstochowie po tygodniowej chorobie, pochowany został na cmentarzu Kule. Swój bogaty księgozbiór zapisał Uniwersytetowi Jagiellońskiemu.